# Ligne 103 du tramway de Bruxelles
Pour les articles homonymes, voir Ligne 103.
Ne doit pas être confondu avec Ligne d'autobus 103 (Bruxelles), en service à la même époque et ayant pour terminus commun le rond-point du Meir à Anderlecht.
La ligne 103 est une ancienne ligne de tramway du tramway de Bruxelles qui a fonctionné entre le 12 décembre 1967 et 1993. Elle était l'une des lignes les plus importantes du réseau de la STIB et reliait l'hôpital Erasme à Anderlecht à Houba de Strooper à Laeken en passant par le tunnel du prémétro 2 de la petite ceinture.

## Histoire
La ligne est mise en service le 12 décembre 1967 entre la place de l'Yser à Bruxelles et le Campus CERIA à Anderlecht, elle reprend la section Bruxelles Midi - Anderlecht Rond-Point du Meir de la ligne 56 et la section Rond-Point du Meir - CERIA à la ligne 76 limitée le même jour au rond-Point du Meir[réf. nécessaire].
Le 9 janvier 1968 lors de la quatrième phase de restructuration du réseau de tramway bruxellois, la ligne est prolongée de la place de l'Yser à Bruxelles vers la gare de Jette et pour certains services à Dieleghem en remplacement de plusieurs lignes, :
- entre la place de l'Yser et la place Simonis de concert avec la nouvelle ligne 19 en remplacement des lignes 7, 9, 13, 14 et 88 (pour cette dernière jusqu'au boulevard du Jubilé).
- de la place Simonis jusqu'à la gare de Jette avec les lignes 9 (jusqu'au carrefour la chaussée de Jette), 13 (carrefour avec l'avenue avenue Démosthène Poplimont) et 14 ;
- de la gare de Jette elle emprunte les voies de la ligne 11 jusqu'au cimetière d'où grâce à un nouveau raccordement entre la rue Jules Lahaye et le boulevard de Smet de Naeyer elle remplace la ligne 88 vers Dieleghem.

Le tramway 103 parcourait la ville du sud-ouest au nord-ouest en passant par le centre-ville. Son tracé était très long et structurant. Il faisait partie de la catégorie des "100" (lignes du transit généralisé) parcourant toute la petite ceinture en donnant directement correspondance avec les lignes desservant le centre-ville. Il parcourut la Petite-Ceinture en sous-sol dès l'inauguration du futur tunnel déjà mis au gabarit du métro lourd entre la place Louise et la place Rogier en 1968, en compagnie des lignes 18, 19, 32, 101 et 102.
Il permettait un accès direct entre le centre d'Anderlecht (Saint-Guidon), de Jette (Miroir) et le cœur de la Capitale (Rogier-Porte de Namur-Gare du Midi).
À ses débuts, il était limité à CERIA côté Anderlecht, avant d'être prolongé en 1982 jusqu'à l'hôpital Erasme grâce à un projet d'envergure d'aménagement en site propre. 
Lors de la mise en service du métro lourd sur la ligne 2 en 1988, les lignes de tramways qui desservaient ce même tunnel sous la petite-ceinture entre Louise et Rogier furent totalement modifiées ou tout simplement supprimées à l'instar du 101 et du 102. Le tram 103 eut lui un peu plus de chance, mais fut néanmoins raboté des 3/4 de son tracé. Il fut en effet cantonné à des missions de navette entre Erasme et la Gare du Midi, et passa pour l'occasion d'un film numéroté coloré brun à un film de couleur rose.
Cinq ans plus tard, en 1993, il fut remplacé par la nouvelle ligne 56 (voir Ancienne ligne 56 du tram de Bruxelles) reprenant son itinéraire et traversant elle, en plus, le centre-ville via le prémétro 3, ce qui manquait à sa préservation. Cette nouvelle ligne reprit également une partie de l'itinéraire vers Schaerbeek de l'ancienne ligne 58 des tramways de Bruxelles supprimée au même moment et transformée en bus.

## Itinéraire
Erasme [H] - CERIA - Bizet - Meir - Saint-Guidon - Gare du Midi - Porte de Namur - Rogier - Simonis - Miroir - Gare de Jette - Hôpital Brugmann - Houba de Strooper

### Arrêts desservis
Houba de Strooper-Stade - Stiénon - Kufferath - Hôpital Brugmann - Guillaume de Greef - Cimetière de Jette - Gare de Jette-Place Cardinal Mercier - Lenoir - Place Reine Astrid - Miroir - Broustin - Simonis - Ourthe - Ribaucourt - Sainctelette - Yser - Rogier - Botanique - Madou - Arts - Luxembourg - Porte de Namur - Louise - Hôtel des Monnaies - Porte de Hal - Gare du Midi - Bara - Conseil - Albert Ier - Cureghem - Douvres - Résistance - Saint-Guidon - Meir - Ysaye - Van Beethoven - Debussy - Bizet - Waxweiler - Wauters - Fraises/CERIA-Emile Gryson - Meurice - Saint-Nicolas - Leemans - Hôpital Erasme
- en gras les stations du prémétro 2